# 牛街镇 (石屏县)
牛街镇，是中华人民共和国云南省红河哈尼族彝族自治州石屏县下辖的一个乡镇级行政单位。

## 行政区划
牛街镇下辖以下地区：
牛街村、老旭甸村、邑黑吉村、他腊村、那刀村、迭亩龙村、尼腊村、弥勒村、者孔村、扯直村和甲乙己村。